# بازار لال‌محمد حسن‌زهی
بازار لال‌محمد حسن‌زهی روستایی در دهستان پیشین بخش پیشین شهرستان راسک استان سیستان و بلوچستان ایران است.

## جمعیت
بر پایه سرشماری عمومی نفوس و مسکن در سال ۱۳۹۵ جمعیت این روستا ۷۶ نفر (۲۱خانوار) بوده‌است.